# Іванівська сільська рада (Чигиринський район)
Іва́нівська сільська́ ра́да — адміністративно-територіальна одиниця та орган місцевого самоврядування в Чигиринському районі Черкаської області. Адміністративний центр — село Іванівка.

## Загальні відомості
- Населення ради: 958 осіб (станом на 2001 рік)

## Населені пункти
Сільській раді підпорядковані населені пункти:
- с. Іванівка
- с-ще Бурякове
- с. Вдовичине
- с-ще Гненне

## Склад ради
Рада складається з 12 депутатів та голови.
- Голова ради: Ворона Іван Іванович
- Секретар ради: Жук Наталія Володимирівна

### Керівний склад попередніх скликань
| Прізвище, ім'я, по батькові | Основні відомості                                                                                                | Дата обрання | Дата звільнення |
| --------------------------- | --- | ------------ | --------------- |
| Пустовий Юрій Миколайович   | Сільський голова, 1973 року народження, освіта середня спеціальна, член Всеукраїнського об'єднання «Батьківщина» | 26.03.2006   | 31.10.2010      |
| Пустовий Юрій Миколайович   | Сільський голова, 1973 року народження, освіта середня спеціальна, член Партії регіонів                          | 31.10.2010   | 01.01.2014      |
| Ворона Іван Іванович        | Сільський голова, 1948 року народження, освіта вища, безпартійний                                                | 25.05.2014   |                 |

Примітка: таблиця складена за даними сайту Верховної Ради України

### Депутати
За результатами місцевих виборів 2010 року депутатами ради стали:

#### За суб'єктами висування
| Суб'єкт висування                                       | Кількість обраних депутатів | %    |
| ------------------------------------------------------- | --------------------------- | ---- |
| Самовисування                                           | 8                           | 66,7 |
| Комуністична партія України                             | 2                           | 16,7 |
| Партія регіонів                                         | 1                           | 8,3  |
| Політична партія Всеукраїнське об'єднання «Батьківщина» | 1                           | 8,3  |

#### За округами
| № округу                                                | Прізвище, ім'я, по батькові      | Дата визнання обраним | Освіта | Партійна приналежність | Відомості про обраного депутата                               |
| ------------------------------------------------------- | -------------------------------- | --------------------- | ------ | ---------------------- | ------------------------------------------------------------- |
| Комуністична партія України                             |                                  |                       |        |                        |                                                               |
| 1                                                       | Линник Ігор Петрович             | 03.11.2010            | вища   | позапартійний          | тимчасово не працює                                           |
| 6                                                       | Вовченко Сергій Іванович         | 03.11.2010            | вища   | позапартійний          | Яничанське лісництво, майстер лісу                            |
| Партія регіонів                                         |                                  |                       |        |                        |                                                               |
| 7                                                       | Зінченко Анатолій Володимирович  | 03.11.2010            | вища   | член Партії регіонів   | тимчасово не працює                                           |
| Політична партія Всеукраїнське об'єднання «Батьківщина» |                                  |                       |        |                        |                                                               |
| 2                                                       | Карпова Марія Петрівна           | 03.11.2010            | вища   | позапартійна           | тимчасово не працює                                           |
| Самовисування                                           |                                  |                       |        |                        |                                                               |
| 3                                                       | Кононенко Ігор Юрійович          | 03.11.2010            | вища   | член Партії регіонів   | Яничанське лісництво, водій                                   |
| 4                                                       | Рясик Ольга Степанівна           | 03.11.2010            | вища   | член Партії регіонів   | Іванівська загальноосвітня школа, директор                    |
| 5                                                       | Литвиненко Володимир Миколайович | 03.11.2010            | вища   | член Партії регіонів   | Яничанське лісництво, старший майстер лісу                    |
| 8                                                       | Мартинюк Сергій Борисович        | 30.09.2013            | вища   | член Партії регіонів   | Яничанське лісництво, лісничий                                |
| 9                                                       | Жук Наталія Володимирівна        | 03.11.2010            | вища   | член Партії регіонів   | Іванівська сільська рада, секретар                            |
| 10                                                      | Очковський Сергій Анатолійович   | 03.11.2010            | вища   | член Партії регіонів   | Яничанське лісництво, водій                                   |
| 11                                                      | Вітер Оксана Володимирівна       | 03.11.2010            | вища   | член Партії регіонів   | Іванівський фельдшерсько-акушерський пункт, молодша медсестра |
| 12                                                      | Гудзенко Надія Миколаївна        | 03.11.2010            | вища   | член Партії регіонів   | Іванівська сільська рада, головний бухгалтер                  |